# Tour de France 2023/2. Etappe
Die 2. Etappe der Tour de France 2023 fand am 2. Juli 2023 statt. Sie bildete den zweiten Tag des Auslandsauftakts im Baskenland und stellte mit 208,9 Kilometern den längsten Tagesabschnitt der 110. Austragung dar. Die Strecke führte von der baskischen Hauptstadt Vitoria-Gasteiz über hügeliges Terrain nach San Sebastián. Im Finale wurde der Jaizkibel überquert, der durch die Clásica San Sebastián bekannt ist. Nach der Zielankunft hatten die Fahrer insgesamt 390,9 Kilometer absolviert, was 11,4 % der Gesamtdistanz der Rundfahrt entspricht.
Den Etappensieg sicherte sich der Franzose Victor Lafay (Cofidis) nachdem er sich auf dem letzten Kilometer von der rund 25 Fahrer umfassenden Favoritengruppe löste. Adam Yates (UAE Team Emirates) verteidigte das Gelbe Trikot.

## Streckenführung
Der neutralisierte Start erfolgte in Vitoria-Gasteiz auf der A-3102 unweit des Estadio Mendizorrotza. Im Anschluss führte die Strecke durch das Zentrum und passierte dabei den Plaza Virgen Blanca, Plaza España und die Iglesia de San Miguel Arcángel. Der Startort wurde über die Olagibel Kalea und die Judimendi Hiribidea in Richtung Osten verlassen, ehe das Rennen nach 6,6 Kilometern beim Stadtteil Arcaute auf der N-104 freigegeben wurde.
Nach dem offiziellen Start legten die Fahrer die ersten 50 Kilometer auf der alavesischen Hochebene zurück, die auf rund 500 Meter Seehöhe liegt. Zunächst führte die Strecke nach Alegría-Dulantzi, ehe die Fahrtrichtung gen Nordwesten drehte und vorbei am Ullíbarri-Gamboa und Urrunagako Reservoir nach Legutio führte, wo nach 40,6 Kilometern ein Zwischensprint ausgefahren wurde. Kurz darauf erreichten die Fahrer den höchsten Punkt der Strecke, ehe eine rund 15 Kilometer lange Abfahrt nach Arrasate folgte. Im Anschluss bog die Strecke rechts ab und führte über Oñati auf den Col d’Udana (515 m), der mit einer Länge von 4,5 Kilometern und einer durchschnittlichen Steigung von 5,1 % als Bergwertung der 3. Kategorie klassifiziert worden war. Nachdem die Kuppe bei Kilometer 81,3 überquert worden war, folgte eine kurze Abfahrt, ehe die Straße kurz vor Legazpi erneut zu steigen begann und mit einer Durchschnittsteigung von 5,3 % auf die 2,7 Kilometer lange Côte d’Aztiria (572 m) führte. Hier wurde nach 87,6 Kilometern eine Bergwertung der 4. Kategorie abgenommen, bevor die Fahrer nach einer längeren Abfahrt Beasain erreichten. Die Strecke verlief nun kurzzeitig entlang des Oria, ehe es über einen nicht-kategorisierten Anstieg nach Amezketa ging. Bei Alegia folgte eine weitere kurze Steigung kurz vor Tolosa. Nach einem kurzen Flachstück begann die Straße in Anoeta erneut zu steigen und führte auf die 4,2 Kilometer lange Côte d’Alkiza (324 m), die eine durchschnittliche Steigung von 5,7 % aufwies und nach 140,9 Kilometern überquert wurde. Auf der Kuppe wurde eine Bergwertung der 3. Kategorie abgenommen, ehe es über Villabona, Andoain, Urnieta und Hernani ins Umland von San Sebastián ging. Die Stadt wurde jedoch im Süden umfahren und die Fahrer gelangten über Astigarraga und Oiartzun zur vorletzten Bergwertung, die auf der Côte de Gurutze (150 m) abgenommen wurde. Sie war mit seiner Länge von 2,6 Kilometern und einer Steigung von 4,7 % als Anstieg der 4. Kategorie klassifiziert worden. Nachdem die Kuppe bei Kilometer 174,2 überquert worden war, folgte eine kurze Abfahrt, die nach Irun führte.
Von Irun gelangten die Fahrer nach Hondarribia, wo der Schlussanstieg des Jaizkibel (455 m) in Angriff genommen wurde. Dieser war 8,1 Kilometer lang und wies eine Durchschnittssteigung von 5,3 % auf, wobei im Mittelteil eine kurze Zwischenabfahrt befahren wurde. Die letzten drei Kilometer wiesen eine durchschnittliche Steigung von über 6 % auf und führten auf geradem Weg zur Bergwertung, die 16,5 Kilometer vor dem Ziel überquert wurde. Auf dem höchsten Punkt wurde neben der Bergwertung der 2. Kategorie auch ein Bonussprint ausgefahren, bei dem die ersten drei Fahrer Zeitbonifikationen erhielten. Die anschließende Abfahrt beinhaltete im oberen Teil nur wenige Kurven, ehe im unteren Teil drei Kehren nach Lezo führten. Die letzten 7,6 Kilometer verliefen auf flachen Straßen und führten vorbei an Pasaia ins Zentrum von San Sebastián. Auf den letzten Kilometern passierte die Strecke den Zurriola Strand und den Palacio de Congresos y Auditorio Kursaal, ehe der Urumea auf der Puente Del Kursaal (Kursaal zubia) überquert wurde. Die Ziellinie befand sich auf dem Boulevard Zumardia kurz vor dem Rathaus von San Sebastián.
|                            | Ort             | Kilometer | Länge (km) | Höhe (m) | Ø Steigung |
| -------------------------- | --------------- | --------- | ---------- | -------- | ---------- |
| neutralisierter Start      | Vitoria-Gasteiz | −6,6      |            |          |            |
| offizieller Start          | Arcaute (N-104) | 0         |            |          |            |
| Zwischensprint             | Legutio         | 40,6      |            |          |            |
| Bergwertung (3. Kategorie) | Col d'Udana     | 81,3      | 4,5        | 515      | 5,1 %      |
| Bergwertung (4. Kategorie) | Côte d'Aztiria  | 87,6      | 2,7        | 572      | 5,3 %      |
| Bergwertung (3. Kategorie) | Côte d'Alkiza   | 140,9     | 4,2        | 324      | 5,7 %      |
| Bergwertung (4. Kategorie) | Côte de Gurutze | 174,2     | 2,6        | 150      | 4,7 %      |
| Bergwertung (2. Kategorie) | Jaizkibel       | 192,4     | 8,1        | 455      | 5,3 %      |
| Bonussprint                | Jaizkibel       | 192,4     | 8,1        | 455      | 5,3 %      |
| Ziel                       | San Sebastián   | 208,9     |            |          |            |

## Rennverlauf

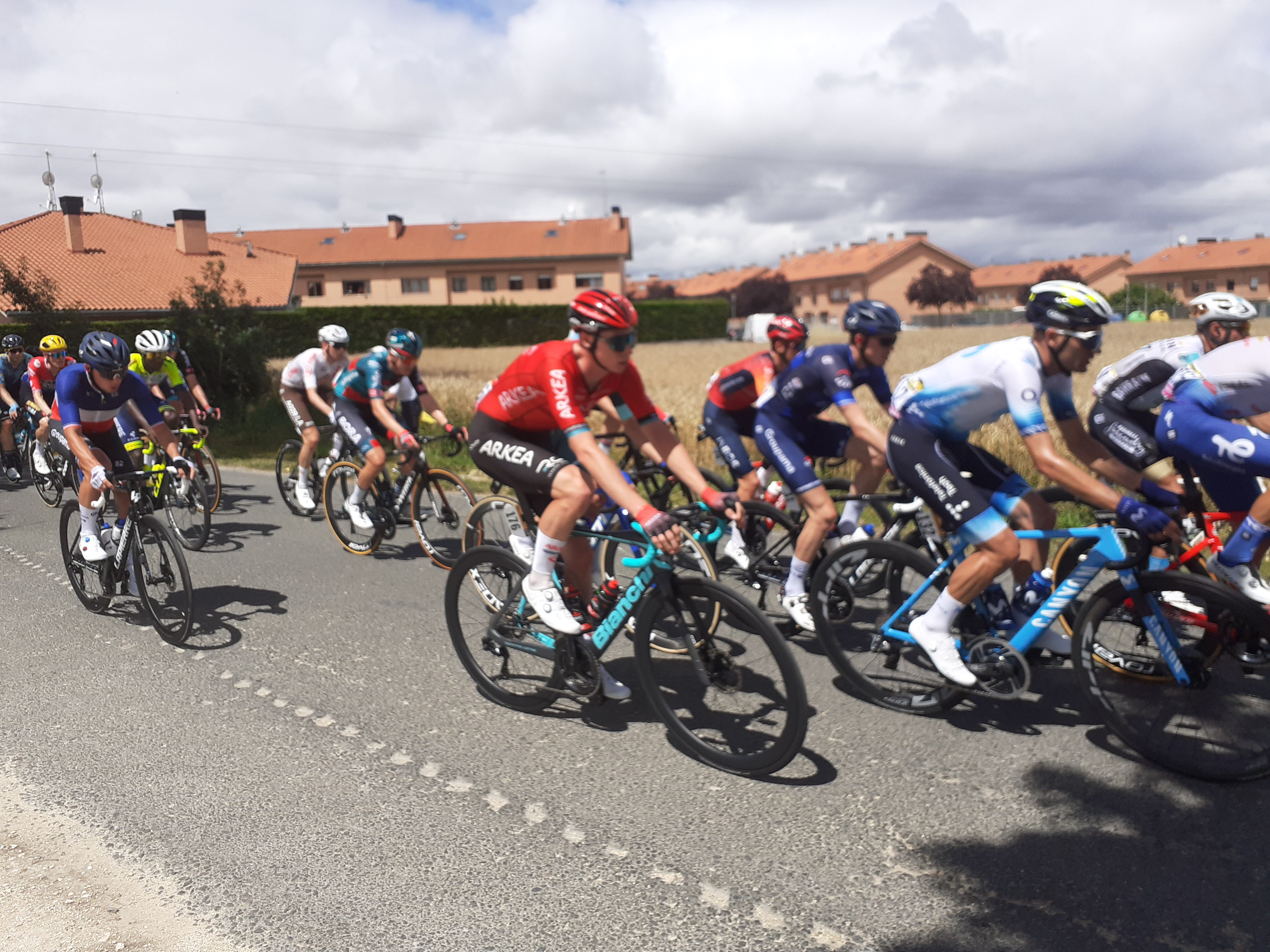
Kilometer 10 der 2. Etappe. Das Peloton fährt in die Stadt Alegría-Dulantzi ein

Die Ausreißergruppe des Tages bildete sich nach rund zehn Kilometern. Neben Neilson Powless (EF Education-EasyPost), dem Führenden der Bergwertung, waren auch Rémi Cavagna (Soudal Quick-Step) und Edvald Boasson Hagen (TotalEnergies) in der Gruppe vertreten. Letzterer gewann den Zwischensprint, ehe sich Jasper Philipsen (Alpecin-Deceuninck) die verbliebenen Punkte vor Sam Welsford (DSM-Firmenich) und Bryan Coquard (Cofidis) sicherte. Die ersten beiden Bergwertungen auf dem Col d’Uduna und der Côte d’Aztiria sicherte sich Neilson Powless, der seinen Vorsprung in der Sonderwertung weiter ausbaute. Im Anstieg der Côte d’Alkiza konnte Rémi Cavagna seinen Fluchtgefährten nicht mehr folgen und wurde wenig später vom Hauptfeld gestellt. Neilson Powless gewann auch die dritte Bergwertung des Tages und setzte sich auf der nachfolgenden Côte de Gurutze rund 35 Kilometer vor dem Ziel auch von Edvald Boasson Hagen ab. Sein Vorsprung betrug am Fuße des Jaizkibel rund zwei Minuten. Im Hauptfeld waren unterdessen mit den Sprintern die ersten Fahrer zurückgefallen. Zwischenzeitlich hatte es auch kurz zu regnen begonnen, was zu Stürzen von Alexei Luzenko (Astana Qazaqstan) und Matteo Trentin (UAE Team Emirates) geführt hatte. Beide konnten das Rennen jedoch fortsetzen.
Am Fuße des Jaizkibel fielen mit Mathieu van der Poel (Alpecin-Deceuninck), Biniam Girmay (Intermarché-Circus-Wanty) und Magnus Cort Nielsen (EF Education-EasyPost) weitere endschnelle Fahrer zurück. Auch Julian Alaphilippe (Soudal Quick-Step) konnte dem hohen Tempo der Mannschaften Jayco AlUla und UAE Team Emirates nicht folgen. Rund 20 Kilometer vor dem Ziel wurde Neilson Powless als letzter Ausreißer eingeholt. Kurz vor der Kuppe griff Simon Yates (Jayco AlUla) an, musste sich im Sprint um die Bonussekunden jedoch Tadej Pogačar (UAE Team Emirates) und Jonas Vingegaard (Jumbo-Visma) geschlagen geben. Die beiden Favoriten auf den Gesamtsieg setzten sich bei der Bergwertung von den restlichen Fahrern ab und gingen zu zweit in die Abfahrt. Da Jonas Vingegaard erneut die Führungsarbeit verweigerte, wurden sie jedoch wenig später von zwei kleinen Gruppen gestellt, womit sich nun rund 25 Fahrer an der Spitze des Rennens befanden. In der Abfahrt versuchte sich Pello Bilbao (Bahrain Victorious) abzusetzen, was ihm jedoch nicht langfristig gelang. Auf den letzten acht flachen Kilometern griffen zunächst Mattias Skjelmose Jensen (Lidl-Trek), Emanuel Buchmann (Bora-hansgrohe) und Thomas Pidcock (Ineos Grenadiers) an, ehe Victor Lafay (Cofidis) auf dem letzten Kilometer die entscheidende Attacke lancierte. Der Franzose konnte sich innerhalb von kürzester Zeit von der Spitzengruppe absetzen und rettete sich mit einem minimalen Vorsprung ins Ziel. Dahinter sprintete Wout van Aert (Jumbo-Visma) vor Tadej Pogačar zu Platz zwei.
In der Gesamtwertung verteidigte Adam Yates (UAE Team Emirates) das Gelbe Trikot, büßte aufgrund der Zeitbonifikationen jedoch Zeit auf seine ersten Verfolger ein. Sechs Sekunden hinter ihm lag nun sein Teamkollege Tadej Pogačar, zeitgleich mit dem Gesamtdritten Simon Yates. Der Etappensieger Victor Lafay übernahm die Führung in der Punktewertung, während Neilson Powless seinen Vorsprung in der Bergwertung weiter ausbaute. Tadej Pogačar behielt das Weiße Trikot des besten Nachwuchsfahrers und das Team Jumbo-Visma verteidigte die Mannschaftswertung. Alle 174 gestarteten Fahrer erreichten das Ziel, wobei Richard Carapaz (EF Education-EasyPost) die Etappe nach seinem Sturz auf der 1. Etappe nicht in Angriff nahm. Neilson Powless wurde zum kämpferischsten Fahrer gewählt.
Mattias Skjelmose Jensen sowie Alberto Bettiol (EF Education-EasyPost) wurden nach dem Rennen von der Renn-Jury für ihr Fahrverhalten auf dem letzten Kilometer bestraft, da sie beim Sprint scharf durch die Lücken nach links zogen und dabei beinahe Carlos Rodríguez (Ineos Grenadiers) touchierten; Carlos Rodríguez geriet dadurch ins Schlingern und musste seinen Sprint beenden – er konnte einen Sturz vermeiden. Infolgedessen wurden Mattias Skjelmose Jensen und Alberto Bettiol auf den letzten Plätzen des Spitzenfeldes – Platz 24 und 25 – strafversetzt, bekamen jeweils 13 Punkte Abzug im Kampf um die Punktewertung und mussten jeweils ein Bußgeld in Höhe von 500 CHF bezahlen.

## Ergebnis
| \| Etappenergebnis \| Etappenergebnis \| Etappenergebnis \| Etappenergebnis \| Etappenergebnis \| \| Fahrer \| Fahrer \| Land \| Team \| Zeit \| \| --------------- \| --------------- \| ---------------------- \| ------------------- \| --------------- \| \| 1. \| Victor Lafay \| Frankreich \| Cofidis \| 4 h 46 min 39 s \| \| 2. \| Wout van Aert \| Belgien \| Jumbo-Visma \| + 0 s \| \| 3. \| Tadej Pogačar \| Slowenien \| UAE Team Emirates \| + 0 s \| \| 4. \| Thomas Pidcock \| Vereinigtes Königreich \| Ineos Grenadiers \| + 0 s \| \| 5. \| Pello Bilbao \| Spanien \| Bahrain Victorious \| + 0 s \| \| 6. \| Michael Woods \| Kanada \| Israel-Premier Tech \| + 0 s \| \| 7. \| Romain Bardet \| Frankreich \| Team DSM-Firmenich \| + 0 s \| \| 8. \| Dylan Teuns \| Belgien \| Israel-Premier Tech \| + 0 s \| \| 9. \| Jai Hindley \| Australien \| Bora-Hansgrohe \| + 0 s \| \| 10. \| Steff Cras \| Belgien \| TotalEnergies \| + 0 s \| |                |                        |                     |                 |
| |                |                        |                     |                 |
| Quelle: ProCyclingStats |                |                        |                     |                 |
| Etappenergebnis |                |                        |                     |                 |
| Fahrer | Fahrer         | Land                   | Team                | Zeit            |
| 1. | Victor Lafay   | Frankreich             | Cofidis             | 4 h 46 min 39 s |
| 2. | Wout van Aert  | Belgien                | Jumbo-Visma         | + 0 s           |
| 3. | Tadej Pogačar  | Slowenien              | UAE Team Emirates   | + 0 s           |
| 4. | Thomas Pidcock | Vereinigtes Königreich | Ineos Grenadiers    | + 0 s           |
| 5. | Pello Bilbao   | Spanien                | Bahrain Victorious  | + 0 s           |
| 6. | Michael Woods  | Kanada                 | Israel-Premier Tech | + 0 s           |
| 7. | Romain Bardet  | Frankreich             | Team DSM-Firmenich  | + 0 s           |
| 8. | Dylan Teuns    | Belgien                | Israel-Premier Tech | + 0 s           |
| 9. | Jai Hindley    | Australien             | Bora-Hansgrohe      | + 0 s           |
| 10. | Steff Cras     | Belgien                | TotalEnergies       | + 0 s           |

## Gesamtstände
| \| Gesamtwertung \| Gesamtwertung \| Gesamtwertung \| Gesamtwertung \| Gesamtwertung \| \| Fahrer \| Fahrer \| Land \| Team \| Zeit \| \| ------------- \| ---------------- \| ---------------------- \| ------------------- \| --------------- \| \| 1. \| Adam Yates \| Vereinigtes Königreich \| UAE Team Emirates \| 9 h 09 min 18 s \| \| 2. \| Tadej Pogačar \| Slowenien \| UAE Team Emirates \| + 6 s \| \| 3. \| Simon Yates \| Vereinigtes Königreich \| Team Jayco AlUla \| + 6 s \| \| 4. \| Victor Lafay \| Frankreich \| Cofidis \| + 12 s \| \| 5. \| Wout van Aert \| Belgien \| Jumbo-Visma \| + 16 s \| \| 6. \| Jonas Vingegaard \| Dänemark \| Jumbo-Visma \| + 17 s \| \| 7. \| Michael Woods \| Kanada \| Israel-Premier Tech \| + 22 s \| \| 8. \| Jai Hindley \| Australien \| Bora-Hansgrohe \| + 22 s \| \| 9. \| Mikel Landa \| Spanien \| Bahrain Victorious \| + 22 s \| \| 10. \| Carlos Rodríguez \| Spanien \| Ineos Grenadiers \| + 22 s \| |                  |                        |                     |                 |
| |                  |                        |                     |                 |
| Quelle: ProCyclingStats |                  |                        |                     |                 |
| Gesamtwertung |                  |                        |                     |                 |
| Fahrer | Fahrer           | Land                   | Team                | Zeit            |
| 1. | Adam Yates       | Vereinigtes Königreich | UAE Team Emirates   | 9 h 09 min 18 s |
| 2. | Tadej Pogačar    | Slowenien              | UAE Team Emirates   | + 6 s           |
| 3. | Simon Yates      | Vereinigtes Königreich | Team Jayco AlUla    | + 6 s           |
| 4. | Victor Lafay     | Frankreich             | Cofidis             | + 12 s          |
| 5. | Wout van Aert    | Belgien                | Jumbo-Visma         | + 16 s          |
| 6. | Jonas Vingegaard | Dänemark               | Jumbo-Visma         | + 17 s          |
| 7. | Michael Woods    | Kanada                 | Israel-Premier Tech | + 22 s          |
| 8. | Jai Hindley      | Australien             | Bora-Hansgrohe      | + 22 s          |
| 9. | Mikel Landa      | Spanien                | Bahrain Victorious  | + 22 s          |
| 10. | Carlos Rodríguez | Spanien                | Ineos Grenadiers    | + 22 s          |

| Punktewertung | Punktewertung        | Punktewertung          | Punktewertung       | Punktewertung |
| Fahrer        | Fahrer               | Land                   | Team                | Punkte        |
| ------------- | -------------------- | ---------------------- | ------------------- | ------------- |
| 1.            | Victor Lafay         | Frankreich             | Cofidis             | 65 P.         |
| 2.            | Tadej Pogačar        | Slowenien              | UAE Team Emirates   | 42 P.         |
| 3.            | Wout van Aert        | Belgien                | Jumbo-Visma         | 36 P.         |
| 4.            | Michael Woods        | Kanada                 | Israel-Premier Tech | 31 P.         |
| 5.            | Adam Yates           | Vereinigtes Königreich | UAE Team Emirates   | 30 P.         |
| 6.            | Simon Yates          | Vereinigtes Königreich | Team Jayco AlUla    | 25 P.         |
| 7.            | Jai Hindley          | Australien             | Bora-Hansgrohe      | 21 P.         |
| 8.            | Jasper Philipsen     | Belgien                | Alpecin-Deceuninck  | 21 P.         |
| 9.            | Pascal Eenkhoorn     | Niederlande            | Lotto Dstny         | 20 P.         |
| 10.           | Edvald Boasson Hagen | Norwegen               | TotalEnergies       | 20 P.         |

| Bergwertung | Bergwertung          | Bergwertung            | Bergwertung              | Bergwertung |
| Fahrer      | Fahrer               | Land                   | Team                     | Punkte      |
| ----------- | -------------------- | ---------------------- | ------------------------ | ----------- |
| 1.          | Neilson Powless      | Vereinigte Staaten     | EF Education-EasyPost    | 11 P.       |
| 2.          | Tadej Pogačar        | Slowenien              | UAE Team Emirates        | 7 P.        |
| 3.          | Jonas Vingegaard     | Dänemark               | Jumbo-Visma              | 4 P.        |
| 4.          | Pascal Eenkhoorn     | Niederlande            | Lotto Dstny              | 3 P.        |
| 5.          | Georg Zimmermann     | Deutschland            | Intermarché-Circus-Wanty | 3 P.        |
| 6.          | Jonas Gregaard       | Dänemark               | Uno-X Pro Cycling Team   | 2 P.        |
| 7.          | Simon Yates          | Vereinigtes Königreich | Team Jayco AlUla         | 2 P.        |
| 8.          | Esteban Chaves       | Kolumbien              | EF Education-EasyPost    | 2 P.        |
| 9.          | Edvald Boasson Hagen | Norwegen               | TotalEnergies            | 2 P.        |
| 10.         | Jonas Abrahamsen     | Norwegen               | Uno-X Pro Cycling Team   | 1 P.        |

| Nachwuchswertung | Nachwuchswertung           | Nachwuchswertung       | Nachwuchswertung       | Nachwuchswertung |
| Fahrer           | Fahrer                     | Land                   | Team                   | Zeit             |
| ---------------- | -------------------------- | ---------------------- | ---------------------- | ---------------- |
| 1.               | Tadej Pogačar              | Slowenien              | UAE Team Emirates      | 9 h 09 min 24 s  |
| 2.               | Carlos Rodríguez           | Spanien                | Ineos Grenadiers       | + 16 s           |
| 3.               | Mattias Skjelmose          | Dänemark               | Lidl-Trek              | + 16 s           |
| 4.               | Thomas Pidcock             | Vereinigtes Königreich | Ineos Grenadiers       | + 37 s           |
| 5.               | Tobias Halland Johannessen | Norwegen               | Uno-X Pro Cycling Team | + 3 min 02 s     |
| 6.               | Matthew Dinham             | Australien             | Team DSM-Firmenich     | + 3 min 02 s     |
| 7.               | Corbin Strong              | Neuseeland             | Israel-Premier Tech    | + 5 min 37 s     |
| 8.               | Felix Gall                 | Österreich             | AG2R Citroën Team      | + 5 min 37 s     |
| 9.               | Mathieu Burgaudeau         | Frankreich             | TotalEnergies          | + 10 min 54 s    |
| 10.              | Matis Louvel               | Frankreich             | Arkéa-Samsic           | + 10 min 54 s    |

| Mannschaftswertung | Mannschaftswertung  | Mannschaftswertung           | Mannschaftswertung |
| Team               | Team                | Land                         | Zeit               |
| ------------------ | ------------------- | ---------------------------- | ------------------ |
| 1.                 | Jumbo-Visma         | Niederlande                  | 27 h 29 min 00 s   |
| 2.                 | Bahrain Victorious  | Bahrain                      | + 42 s             |
| 3.                 | Ineos Grenadiers    | Vereinigtes Königreich       | + 42 s             |
| 4.                 | UAE Team Emirates   | Vereinigte Arabische Emirate | + 1 min 07 s       |
| 5.                 | Lidl-Trek           | Vereinigte Staaten           | + 3 min 26 s       |
| 6.                 | Groupama-FDJ        | Frankreich                   | + 5 min 11 s       |
| 7.                 | Israel-Premier Tech | Israel                       | + 5 min 42 s       |
| 8.                 | Bora-Hansgrohe      | Deutschland                  | + 8 min 46 s       |
| 9.                 | AG2R Citroën Team   | Frankreich                   | + 9 min 26 s       |
| 10.                | Team DSM-Firmenich  | Niederlande                  | + 13 min 31 s      |

## Ausgeschiedene Fahrer
- Richard Carapaz (EF Education-EasyPost): wegen einer Fraktur an der linken Kniescheibe, die er sich bei einem Sturz bei der 1. Etappe zuzog, nicht gestartet[6]

## Trivia
Für das französische Team Cofidis endete mit dem Sieg durch Victor Lafay eine 15 Jahre lange Wartezeit. Zuletzt hatte Sylvain Chavanel im Jahr 2008 eine Etappe für die Mannschaft gewonnen.
Da das speziell für die Tour de France gestaltete Trikot von Bora-hansgrohe jenem der Punktewertung zu sehr ähnelte, musste die deutsche Mannschaft nach nur einem Tag zu ihren klassischen Trikots wechseln.